# 연장선

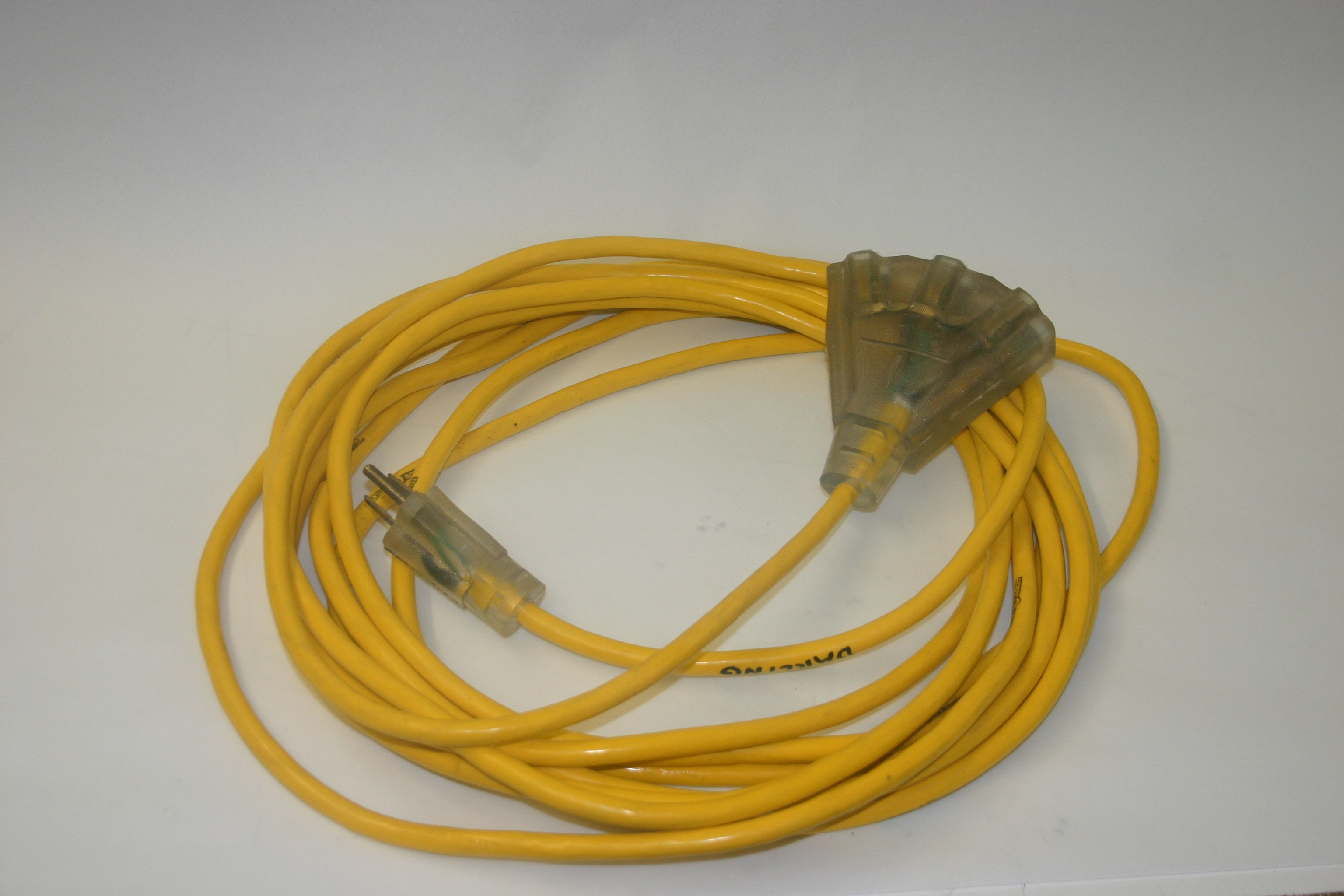
노란 NEMA 5-15 연장선

연장선(extension cord), 연장 케이블(extension cable)은 한쪽 끝에 플러그가 있고 다른 쪽 끝에 하나 이상의 소켓이 있는 유연한 전원 케이블(플렉스)의 길이이다(일반적으로 플러그와 동일한 유형). 이 용어는 일반적으로 주전원(가정용 AC) 확장을 의미하지만 다른 유형의 케이블 연결에 대한 확장을 가리키는 데에도 사용된다. 플러그와 전원 콘센트의 유형이 다른 경우 "어댑터 코드"라는 용어가 사용될 수 있다. 대부분의 연장선은 최대 길이가 300피트(91.44m)까지 만들어지지만 길이는 약 2~30피트(0.61~9.14m)이다.
"연장선"의 영단어 extension cord라는 용어는 적어도 1925년부터 사용되었다.
연장선은 다양한 색상, 길이, 두께 및 서비스 의무로 제공된다. 일반적으로 기기에 더 많은 전력이 필요할수록 코드도 더 두꺼워져야 한다(내부의 전선이 더 커짐을 의미). 실외, 습한 곳, 기름 주변 또는 장기간 햇빛에 노출되는 코드는 이러한 특정 조건에 맞게 선택해야 한다. 확장 릴은 일반적으로 소켓 끝 부분으로 말려 올라가는 확장 리드이며, 경우에 따라 소켓이 두 개 이상(종종 2개 또는 4개) 있다. 또 다른 유형의 연장 릴은 플러그 끝 부분 근처에 걸려 있으며 사용자가 소켓 끝을 잡고 코드를 꺼낼 수 있다.
일부 연장선에는 극성 플러그 및 콘센트, 접지 단자, "전원 공급" 표시기, 가용성 링크 또는 잔류 전류 장치(접지 회로 차단기 또는 GFCI라고도 함)와 같은 안전 기능도 통합되어 있다.
일부 선에는 서로 근접한 여러 개의 암 커넥터가 포함되어 있다. 다른 것들은 코드 길이를 따라 간격을 두고 암 커넥터를 가지고 있다. 코드에는 일반적으로 접지되거나 접지되지 않은 커넥터가 포함되어 있다. 접지된 수 커넥터를 접지되지 않은 암 소켓에 밀어 넣을 수는 있지만 이는 안전하지 않다.

## 같이 보기
- IEC 60320
- 안테나